# Hydraena carniolica
Hydraena carniolica är en skalbaggsart som beskrevs av Pretner 1970. Hydraena carniolica ingår i släktet Hydraena och familjen vattenbrynsbaggar. Inga underarter finns listade i Catalogue of Life.